# Kanton Mersch
Kanton Mersch (francouzsky Canton de Mersch, německy Kanton Mersch, lucembursky Kanton Miersch) je kanton v Lucembursku.

## Geografie a populace
Rozkládá se uprostřed země. Na severu sousedí s kantonem Diekirch, na východě s kantony Echternach a Grevenmacher, na jihu s kantony Lucemburk a Capellen a na západě s kantonem Redingen.
Kanton má rozlohu 223,9 km² a žije v něm celkem 30 382 obyvatel (2016). Je složen z 11 obcí:
- Bissen (2 879)
- Böwingen/Attert (2 280)
- Colmar-Berg (2 115)
- Fels (2 101)
- Fischbach (1 174)
- Heffingen (1 239)
- Lintgen (2 811)
- Lorentzweiler (3 798)
- Mersch (9 046)
- Nommern (1 331)
- Tüntingen (1 608)